# McLaren Senna
McLaren Senna — спортивный автомобиль, выпускаемый британским автопроизводителем McLaren Automotive. Внутренний код P15. Был показан на Женевском автосалоне в 2018 году. Хоть Senna и выглядит как автомобиль исключительно для трековых заездов, он допускается на дороги общего пользования и соответствует необходимым нормам.
Автомобиль был назван в честь бразильского гонщика «Формулы-1» Айртона Сенны. Сенна выступал в команде «Макларен» в 1988—1993 годах. Он выиграл три титула чемпиона мира «Формулы-1» и одержал 41 победу в Гран-при. «Макларен» также получил четыре титула чемпиона мира среди конструкторов «Формулы-1» с Сенной в составе команды.
McLaren Automotive владеет правами на фамилию Сенны наряду с Институтом Айртона Сенны.

## Техническая часть
Главной задачей McLaren при разработке было достижение более быстрого времени круга. Для этого был создан более лёгкий кузов, включающий в себя аэродинамические элементы.

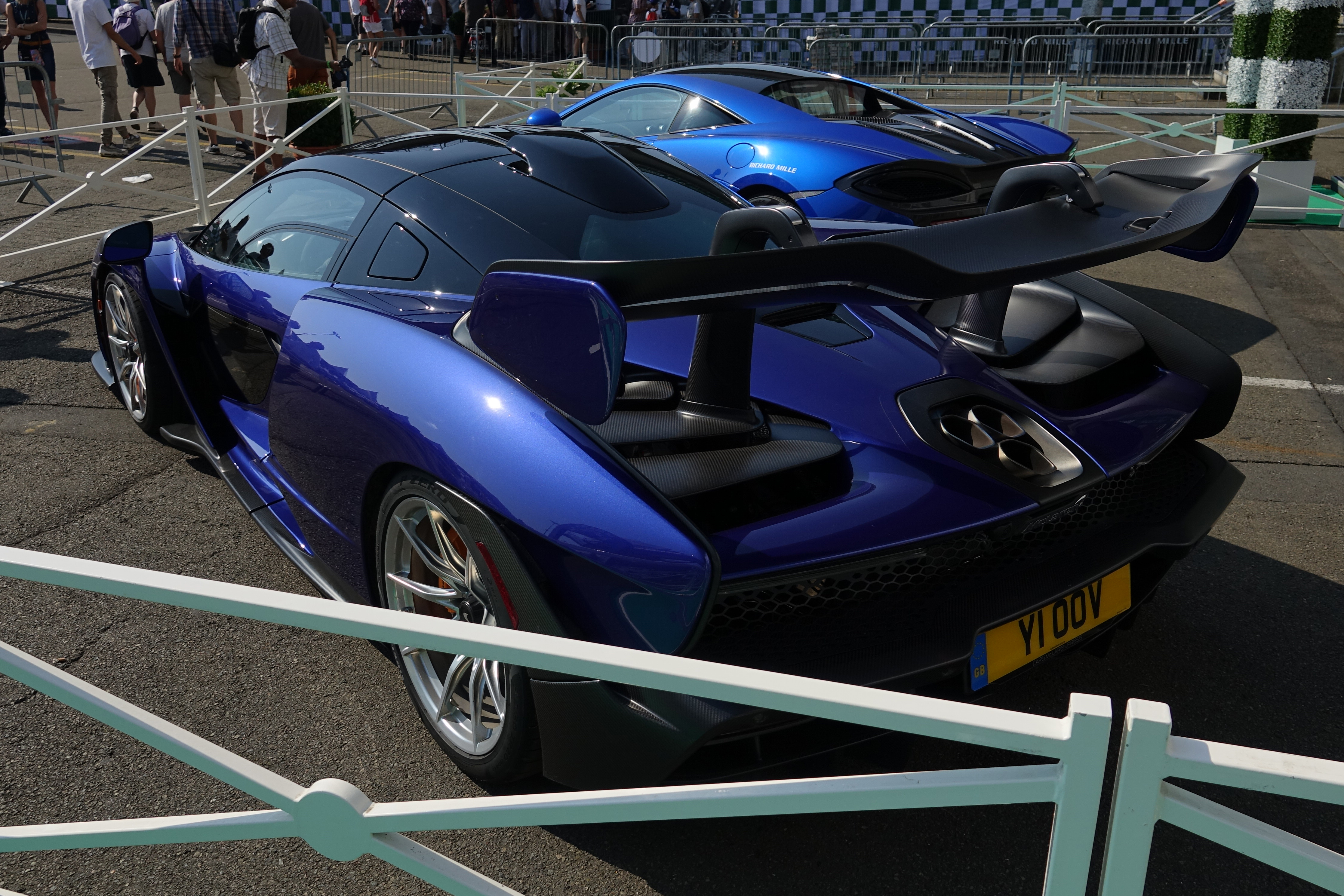
Senna с заднего ракурса

McLaren Senna был основан на базе McLaren 720S, но с доработанным двигателем и новым карбоновым монококом. Автомобиль оснащён модифицированной версией двигателя от McLaren 720S объёмом 4,0 л (243,7 куб. дюйма) с двойным турбонаддувом V8 под  названием M840TR. Он использует семиступенчатую коробку передач с двойным сцеплением, которая развивает все 800 л. с. (588 кВт; 789 л. с.) при 7250 об/мин и 590 фунт-фут (800 Нм) крутящего момента при 5500 об/мин на задние колёса. В отличие от предыдущего автомобиля в Ultimate Series, P1, McLaren Senna не использует электродвигатель, что в итоге дало 1198 кг массы. Это показывает поразительное отношение мощности к весу 667 л. с. (491 кВт; 658 л. с.) на тонну.
Автомобиль состоит из аэродинамических элементов и отверстий, имеет большое регулируемое заднее антикрыло с двумя элементами (которое управляется электронным способом и имеет различные настройки для обеспечения оптимальной производительности, а также действует как воздушный тормоз), двухэлементный диффузор, отверстие в крыше, вдохновлённое Формулой-1, передние и боковые воздухозаборники, задние воздушные жалюзи и большие передние крылья. Внутри панели рядом с приёмниками находится небольшой набор мини-кувшинов. Области низкого давления сопровождаются использованием высокоэффективных радиаторов, которые обеспечивают улучшенное охлаждение двигателя. В автомобиле используются двугранные двери, как и в предыдущих предложениях серии Ultimate, а также установлены дополнительные окна в нижней части дверей.
«Сенна» использует новое поколение углеродно-керамических тормозов производителя Brembo, содержащих соединение, которое обеспечивает теплопроводность в три с половиной раза больше, чем ранее, что делает тормоза меньше и легче. Он также оснащен новым набором легкосплавных дисков с центральным замком, разработанных для шин Pirelli P-Zero Trofeo R. Его кузов — это новое поколение монококов из углеродного волокна McLaren под названием MonoCage III, что способствует относительно низкому сухому весу автомобиля. Автомобиль использует инконелево-титановую выхлопную систему верхней установки с тремя выхлопными трубами для ускоренного выброса переработанного топлива. Интерьер состоит в основном из открытого углеродного волокна и алькантары с сиденьями, которые могут быть обиты алькантарой или кожей, в зависимости от предпочтений клиента. Позади двух сидений достаточно места для двух шлемов и гоночных костюмов, отражающих минималистичный и гоночный дизайн автомобиля. В автомобиле используется гидравлическая подвеска McLaren RaceActive Chassis Control II(RCC II), а также трансмиссия с двойным поперечным рычагом.

## Статистика производительности
В феврале 2018 года McLaren опубликовала полную статистику производительности трековой модели Senna:
- 0-100 км/ч (0-62 мили в час): 2,8 секунды.
- 0-200 км/ч (0-124 миль в час): 6,8 секунды.
- 0-300 км/ч (0-186 миль в час): 17,5 секунд.
- Соотношение мощности к весу : 659 л.с./т.
- Максимальная скорость: 340 км/ч (211 миль в час)[9].

McLaren Senna установил абсолютный рекорд времени в автомобильной программе The Grand Tour на трассе Grand Tour Eboladrome, показав время 1:12.90 и обогнав NIO EP9 и исключительно трековый Aston Martin Vulcan.

## Производство
Каждый автомобиль изготавливается вручную в производственном центре McLaren в Уокинге, графство Суррей, Англия, с производственным циклом всего 500 экземпляров, и все они уже проданы. Цена McLaren Senna приведена в размере 837 000 долларов США, а последний автомобиль продан с аукциона по цене 2 670 000$. Поставки начались в третьем квартале 2018 года.

## Senna GTR

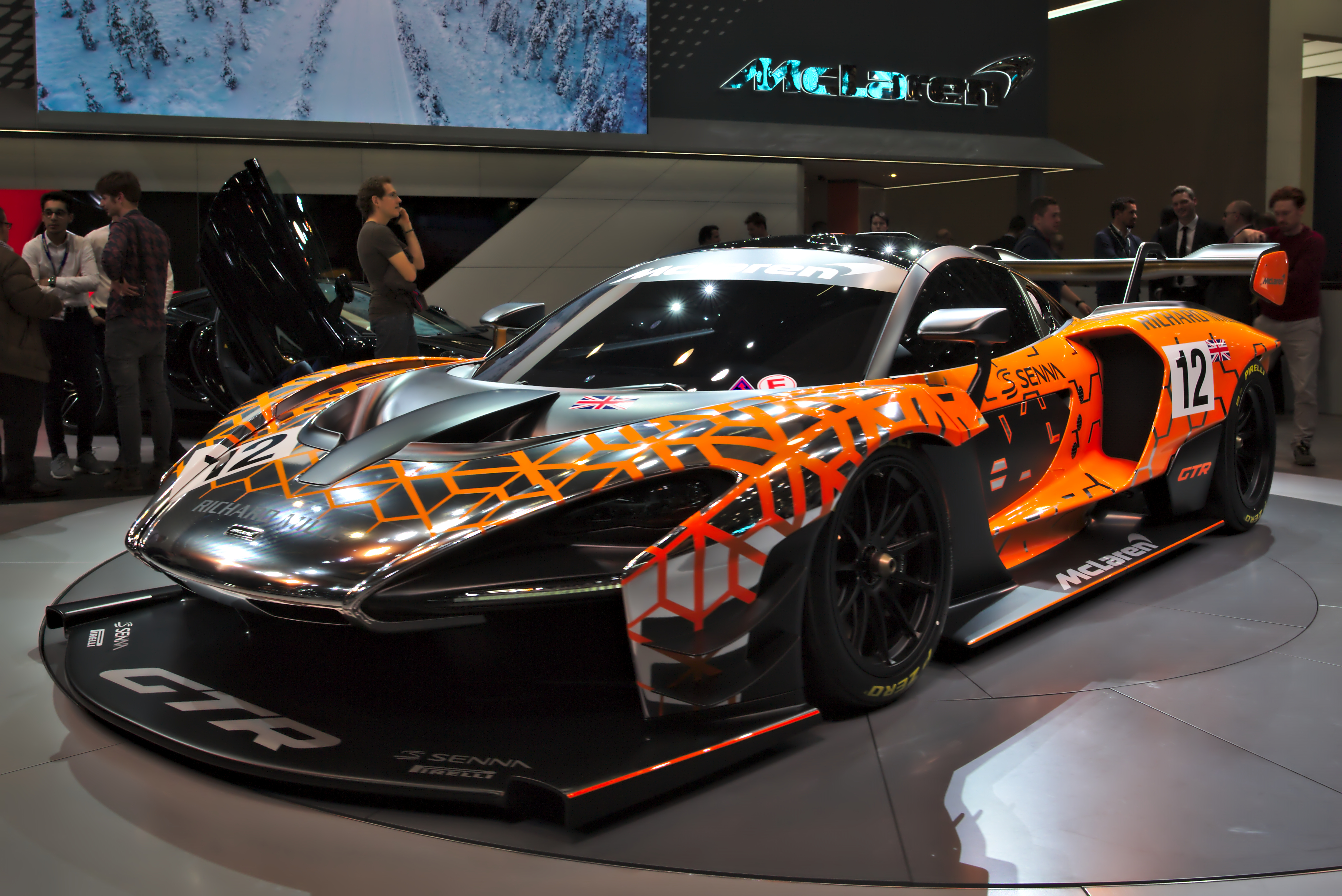
McLaren Senna GTR на Женевском автосалоне в 2018 году

McLaren обнародовали версию GTR на Женевском автосалоне в 2018 году. Senna GTR будет выпущен в 75 экземплярах. Автомобиль предназначен исключительно для трековых заездов. Наиболее значительные доработки версия получила в аэродинамических характеристиках и размерах обвесов. Предполагается, что 4-литровый двигатель V8 с двойным турбонаддувом Senna GTR будет производить не менее 825 л.с. (607 кВт). Чтобы разблокировать дополнительные 25 л.с., инженеры избавились от вторичного катализатора, что уменьшило прижимную силу, а также изменили управление двигателя.
Автомобиль отличается огромным передним сплиттером, массивным диффузором, увеличенным задним антикрылом, множеством закрылков и дефлекторов на кузове и расширенными крыльями.

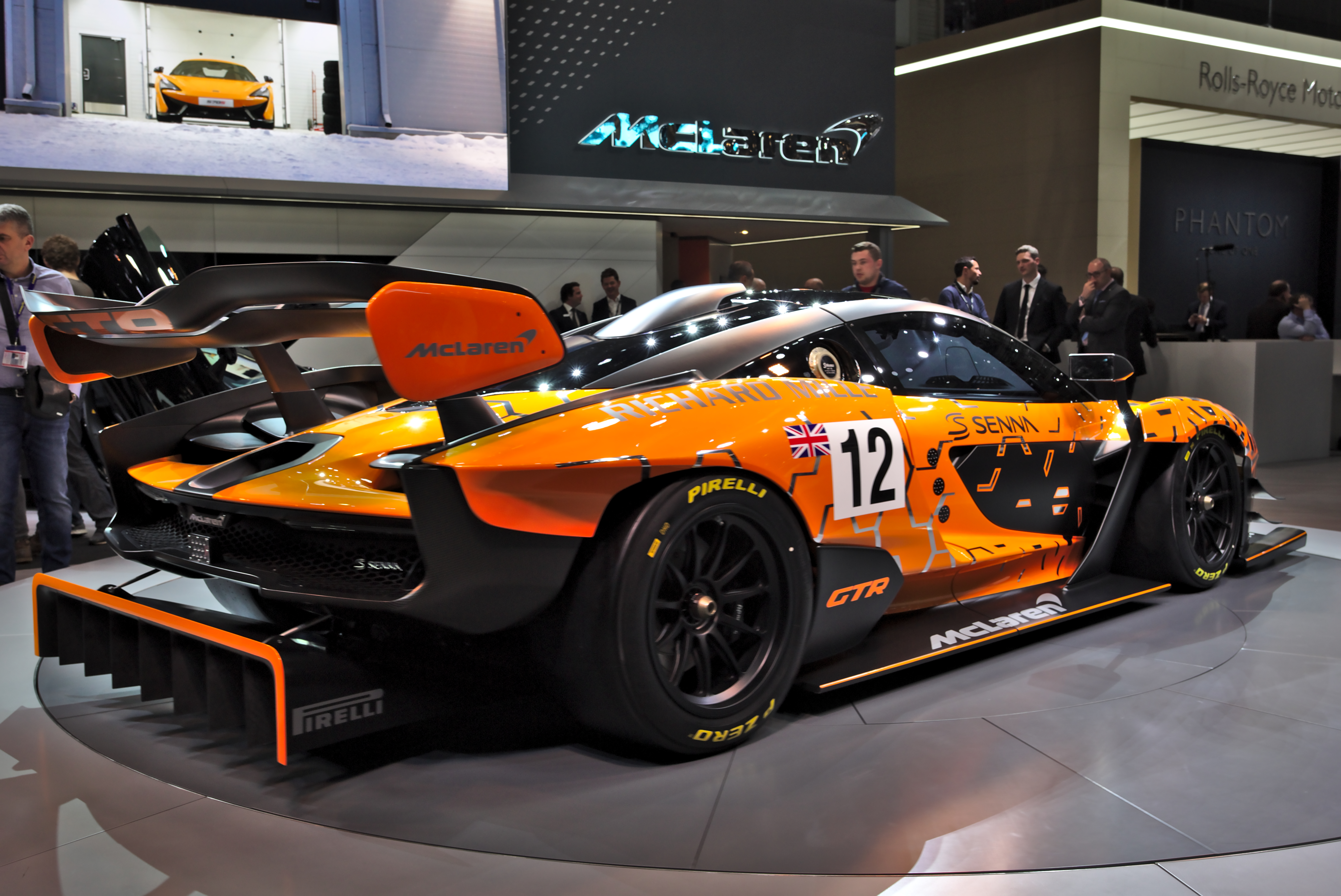
Вид сзади

На машине использованы кованые колёсные диски с центральной гайкой и слики Pirelli.